# Mas Duran (Maçanet de Cabrenys)
El Mas Duran és una masia de Maçanet de Cabrenys (Alt Empordà) inclosa a l'Inventari del Patrimoni Arquitectònic de Catalunya.

## Descripció
Casa aïllada situada a uns dos quilòmetres del poble. És una casa de planta rectangular, de planta baixa i pis, amb paredat de pedra i les obertures carreuades. La coberta de la casa és a dos vessants. Aquesta casa compta annexa amb una construcció que s'utilitzava com a estable i fora de la construcció, una pallissa amb paredat de pedra i coberta a dos vessants. La porta d'accés a aquesta és en arc rebaixat.